# Liste der geschützten Landschaftsbestandteile im Landkreis Freising
Im Landkreis Freising gab es im März 2024 insgesamt 16 ausgewiesene geschützte Landschaftsbestandteile.

## Geschützte Landschaftsbestandteile
| Baumbestand an der Deutinger Straße               | BW | LB-00301 | Freising                              | ⊙ |      |  |
| Baumbestand an der Prinz-Ludwig-Straße            | BW | LB-00302 | Freising                              | ⊙ |      |  |
| Baumbestand bei Hohenbachern                      | BW | LB-00304 | Freising                              | ⊙ | 0,26 |  |
| Bäume und Baumgruppen "Am Kneippgarten"           | BW | LB-00300 | Freising                              | ⊙ | 0,67 |  |
| Feldgehölze südlich von Eching                    | BW | LB-00215 | Eching Zwei Teilflächen:              | ⊙ | 0,99 |  |
| Hangquellkomplex bei Wippenhausen                 | BW | LB-00217 | Kirchdorf a.d.Amper                   | ⊙ | 1,60 |  |
| Hangquellmoor nördlich von Burghausen             | BW | LB-00218 | Kirchdorf a.d.Amper                   | ⊙ | 1,21 |  |
| Kastner Kiesgrube südlich von Eching              | BW | LB-00223 | Eching                                | ⊙ | 6,38 |  |
| Linde auf Flur Nr. 18                             | BW | LB-00219 | Haag a.d.Amper                        | ⊙ |      |  |
| Lohwaldreste in Eching                            | BW | LB-00216 | Eching Zwei Teilflächen:              | ⊙ | 0,83 |  |
| Moorwiesen östlich von Giggenhausen               | BW | LB-00220 | Neufahrn b.Freising Vier Teilflächen: | ⊙ | 3,56 |  |
| Moosach-Altwasser in Freising                     | BW | LB-00221 | Freising                              | ⊙ | 0,52 |  |
| Pfeifengraswiese bei Aiterbach                    | BW | LB-00214 | Kirchdorf a.d.Amper                   | ⊙ | 0,39 |  |
| Privatgarten Niedermeier (3 Eichen und Hainbuche) | BW | LB-00299 | Kranzberg                             | ⊙ | 0,49 |  |
| Trauerweide auf Flur Nr. 425                      | BW | LB-00303 | Zolling                               | ⊙ |      |  |
| Wäldchen am Bahnhof                               | BW | LB-00222 | Eching                                | ⊙ | 0,28 |  |
| Legende für Geschützter Landschaftsbestandteil    |    |          |                                       |   |      |  |